# 床仁
床仁（とこじん、1966年9月24日 - ）は、大相撲の床山。本名は熊西一郎。東京都葛飾区出身。現在荒汐部屋所属（所属部屋履歴は宮城野部屋→高島部屋→春日山部屋→追手風部屋→中川部屋→荒汐部屋）。現在一等床山を務めている。

## 履歴
- 1982年9月場所 - 採用。当初の床山名は床宮城。
- 1999年以前 - 三等床山。
- 2003年1月場所 - 二等床山に昇進。
- 2004年11月場所 - 床仁に改名。
- 2013年1月場所 - 一等床山に昇進。